# Ecología de los Andes del Perú

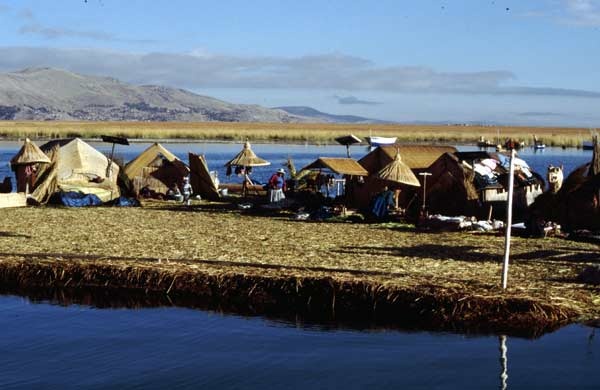
Uros, en el Lago Titicaca.

La ecología de lo Andes peruanos es muy variada, por lo que se le clasifica en regiones ecológicas o ecorregiones. Limitando con el desierto costero está la región semiárida de Serranía esteparia. Siguiendo hacia el este se encuentra la región de alta montaña denominada puna. Los bosques andinos del flanco oriental de los Andes se denominan Yungas. Al norte de los Andes peruanos están las regiones de Páramo y Bosque seco ecuatorial.

## La serranía esteparia
La serranía esteparia abarca los territorios del lado occidental de la cordillera de los Andes, y se inicia aproximadamente a los 1.000 metros de altura, justo por encima de la capa de nubes que generalmente cubre la costa. Esta es una tierra de grandes montañas y precipicios, de fértiles valles interandinos y ríos torrentosos que han moldeado el paisaje durante millones de años formando profundos cañones.
Su clima es seco y muy soleado, pero frío durante las noches. Las lluvias son frecuentes en las zonas más altas, cercanas a la puna, pero disminuyen conforme se desciende hacia el desierto. Son comunes es estas montañas varios tipos de cactus y algunos arbustos de flores muy coloridas.
La serranía esteparia es también el hogar del sigiloso puma y del huidizo venado gris; del solitario guanaco y el gato montés; de la vizcacha, el zorrino o añas y el zorro andino. En sus cielos abundan las aves: picaflores, águilas y halcones, loros y pericos, además de una gran variedad de pequeños pajarillos comedores de semillas.

## La Puna

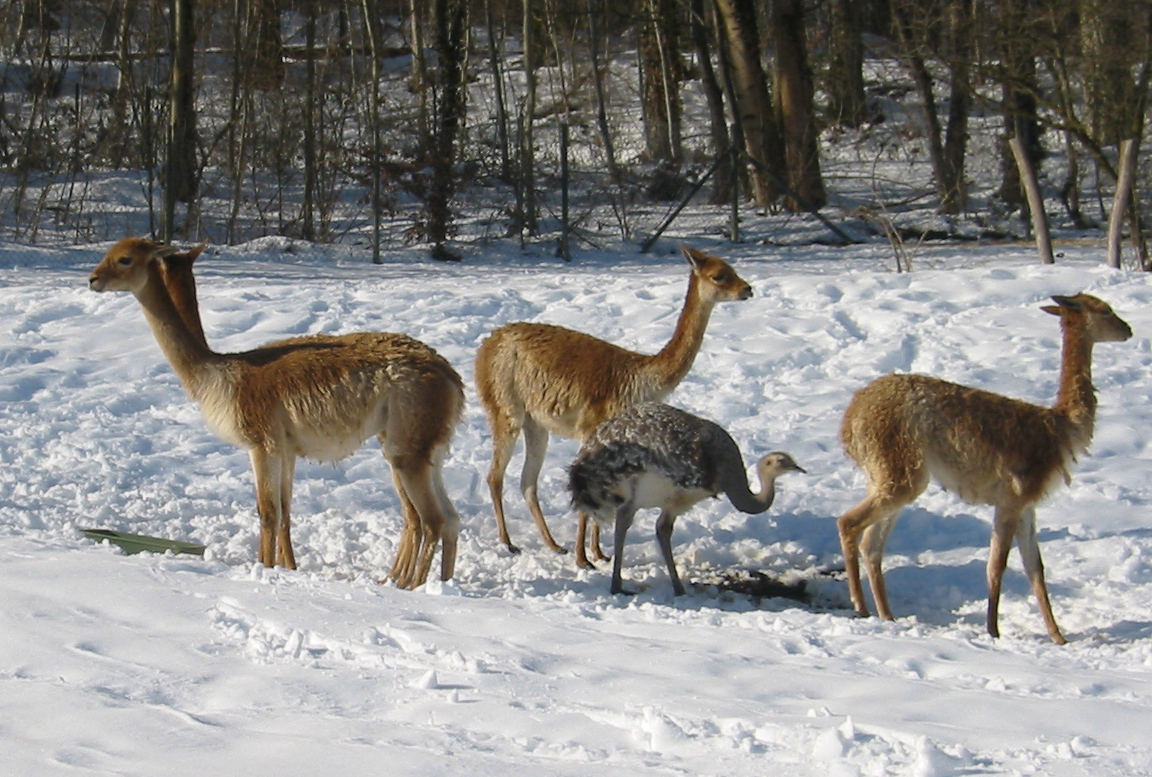
Vicuñas.

La puna se ubica sobre los territorios andinos por encima de los 3.800 msnm. Posee un clima muy duro, caracterizado por grandes variaciones de temperatura a lo largo del día: frío intenso durante las noches y calor durante el día. Cuenta con una temporada de lluvias, conocida como "invierno" en la sierra (en realidad corresponde al verano hemisférico) que se inicia en diciembre y se prolonga hasta marzo, aunque fuera de ella no son raros los aguaceros.
La sección principal de este territorio la ocupan las cumbres de los nevados, generalmente por encima de los 5.000 msnm, las lagunas de origen glaciar y extensas pampas cubiertas de ichu y otras gramíneas.
Su relieve es mayormente plano, con grandes planicies o pampas coronadas por escarpadas cordilleras. Es en estas últimas donde su ubican los glaciares y nevados, imponentes moles de hielo y nieve que a menudo sobrepasan los 5.000 metros de altura.Allí abundan las lagunas color esmeralda, los grandes salares, y se forma gran parte de los ríos que recorren el Perú.
La puna es, ante todo, una tierra de extremos. Un lugar donde las inclemencias del clima y la escasez de oxígeno han limitado el desarrollo de la vida, y donde solo algunas criaturas especialmente adaptadas han logrado sobrevivir, soportando el frío y aprovechando los pocos recursos que el medio les provee: los bosques de kolle y queñual, los bofedales y tolares, los enormes pastizales de ichu y los rodales de puya Raimondi. Este es el reino del majestuoso cóndor andino y las esbeltas parihuanas; de las gráciles vicuñas y el poderoso puma, de las jugetonas vizcachas y la bella taruca.
Los primeros rayos de glaciares, confiriéndoles un tono cálido, casi alegre. Aquí, en el reino de las alturas, el viento helado barre las planicies de ichu cubiertas de escarcha y las rocas crujen hasta quebrarse. Es tiempo de esperar, de aguardar a que con la luz llegue también el calor que todas las criaturas necesitan para vivir. 